# Demis Roussos

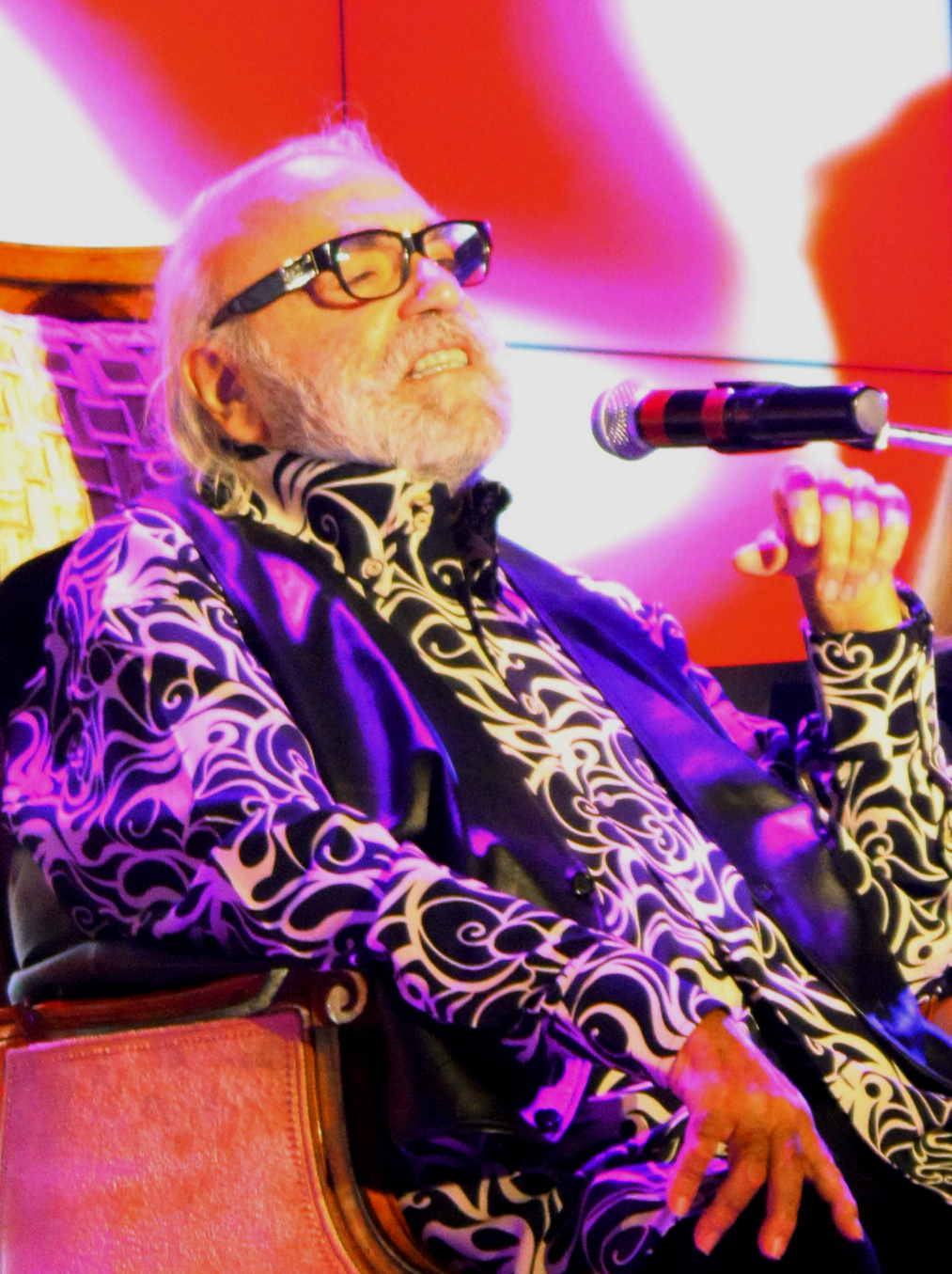
Demis Roussos în Baku, 2013

Demis Roussos (nume real: Artemios Ventouris-Roussos, în greacă Αρτέμιος "Ντέμης" Βεντούρης-Ρούσσος) n. 15 iunie 1946, Alexandria, Egipt – d. 25 ianuarie 2015, Atena, Grecia) a fost un cântăreț grec, cunoscut pe plan internațional. Roussos a atins pentru prima dată succesul ca membru (vocalist și basist) al formației Aphrodite's Child, în care a fost coleg cu Vangelis. Împreună au înregistrat cântece precum „Rain and Tears”, „Marie Jolie” și „It's Five a Clock”, iar la începutul anilor '70 au lansat albumul conceptual 666. 
După această etapă, Roussos și-a investit energia în propria carieră solo. În timp ce primul său album a fost un proiect necomercial, Demis Roussos s-a orientat mai târziu spre genul șlagăr, lansând cântece precum „Forever And Ever”, „Goodbye, My Love, Goodbye” și „My Friend the Wind”. A cântat în mai multe limbi.
De-a lungul carierei sale, Roussos a vândut peste 60 de milioane de albume în lumea întreagă.
Demis Roussos a fost căsătorit de trei sau, posibil, de patru ori. Prima sa soție, Monique, i-a născut o fiică, Emily, iar cea de-a doua soție, Dominique, i-a născut un fiu, Cyril. Ambii copii activează în domeniul muzicii. Cea de-a treia soție a lui Demis a fost fotomodelul american Pamela Smith, acum Pamela Roussos-Rațiu (soția omului de afaceri român Indrei Rațiu, stabilit la Turda). Ea a fost cu Demis în timpul deturnării cursei de avion TWA pe 14 iunie 1985 de către teroriști.
Roussos a afirmat că compozitorii săi favoriți sunt Mozart și Sting.
Demis Roussos murit la 25 ianuarie 2015, într-un spital din Atena.

## Discografie
| cu Aphrodite's Child - End of the World (1968) - It's Five O'Clock (1969) - 666 (1972) Solo - Fire and Ice (1971) - Forever and ever (1973) - Auf Wiedersehn (1973/1974) - My Only Fascination (1974) - Souvenirs (1975) - Happy to be … (1976) - Man of the World (1979) - Demis (1982) - Attitudes 1983) - Time (1988) - Voice And Vision (1989) - Too Many Dreams (1993) - Adagio (2000) - Auf meinen Wegen (2000) - Christmas with Demis Roussos (2003) - Live in Brazil (2006) - DEMIS (2009) | - No Way out (1971) - We shall dance (1971) - Forever and ever (1973) - My friend the wind (1973) - Good bye my love, good bye (1973) - My only Fascination (1974) - Schönes Mädchen aus Arcadia (1974) - Manuela (1974) - Schön wie Mona Lisa (1975) - Vagabund der Liebe (1975) - Happy to be on an island in the sun (1975) - Die Nacht, die Bouzouki und der Wein (1976) - Komm in den Garten der tausend Melodien (1976) - Sing an ode to love (1976) - When forever has gone (1976) - Kyrila (1977) - Once in a lifetime (1978) - Kinder der ganzen Erde (1979) - Young Love (1989 – duet cu Drafi Deutscher) |

## Filmografie
- 1966: Na zi kaneis i na mi zi?
- 1969: L'homme qui venait du Cher
- 2012: A Greek Type of Problem